# 高木彬光
高木彬光（1920年9月25日—1995年9月9日），原名高木诚一，生于日本青森的推理小说作家。

## 生平
毕业於京都大学，1948年发表小说处女作《刺青杀人事件》获得成功，从此开始了推理小说家的生涯。筆下的名偵探神津恭介在日本和明智小五郎、金田一耕助並列為「日本三大名偵探」。
高木彬光早年创作解谜本格推理小说，接著在1961年发表了代表作《破戒裁判》，开拓了推理小说“法庭派”。而作品中评价最高的则是中后期的社会派作品，包括《检察官雾岛三郎》《白昼的死角》等。

## 風格
高木彬光的小说情节紧凑快速，语言活泼，结构非常严谨。阅读起来很迅速，没有什么拖泥带水的场面描写。可以说表现人物心理是他的长项，他的文笔非常轻松，但却看不到散漫，极见文字功力的深厚。案件的设置和巧妙的推理过程，也很合理，并且很有个人风格。
高木彬光在日本推理小说历史发展中占有一席之地，主要因为他开创了一种新的推理小说题材“法庭派”并把它发扬光大。笔下的主人公多是律师或检察官等法律界人士，通过他们在所接手的案件的调查中抽丝拨茧的推理，从而找到真正的罪犯。在破案的过程中，高木擅长于穿插人物情感的冲突矛盾，从而凸现出某些社会问题。比如高官厚禄的大臣们的徇私枉法，或是豪门名流背后的丑恶现实。在他的小说中，正直的一方往往是年轻的检察官或者律师们，他们聪明，冷静，对生活富有激情，并且正直严谨。在这类主角人物中，检察官雾岛三郎是他塑造的深入人心的人物。

## 作品

### 神津恭介系列
長篇
- 1948年：刺青殺人事件 （1988年星光；2012年新星；2016年春天）
- 1954年：詛咒之家（2013年新星）
- 1955年：
- 1951年：わが一高時代の犯罪
- 1955年：白妖鬼
- 1957年：悪魔の嘲笑
- 1955年：人偶为何被杀（2015年新星）
- 1957年：死を開く扉
- 1958年：成吉思汗の秘密
- 1961年：白魔の歌
- 1959年：火車と死者
- 1960年：死神の座
- 1973年：邪馬台国の秘密
- 1977年：狐の密室
- 1986年：古代天皇の秘密
- 1987年：七福神殺人事件
- 1991年：神津恭介への挑戦
- 1993年：神津恭介の復活
- 1994年：神津恭介の予言
- 地獄の舞姫（未完成作品）

### 弁護士・百谷泉一郎・明子夫妻系列
- 1961年：破戒审判（1987年希代；2016年新星）

### 其他
- 1951年：能面殺人事件（1999年台英；2012年新星）
- 1960年：白昼的死角（2016年新星）